# World in Action
World in Action va ser un programa informatiu de televisió d'investigació fet per Granada Television per a ITV des del 7 de gener del 1963 fins al 7 de desembre de 1998. El seu periodisme de campanya va tenir sovint un impacte important en els esdeveniments quotidians. Els seus equips de producció sovint adoptaven riscos audaços i el programa guanya una sòlida reputació pel seu enfocament sovint poc ortodox. El programa fou venut arreu del món i va obtenir nombrosos premis. En el seu apogeu World in Action va atraure audiències de fins a 23 milions només a Gran Bretanya, equivalents a gairebé la meitat de la població.
Els ministres del gabinet van caure davant les seves proves. Nombroses víctimes innocents del sistema de justícia penal britànic, inclosos els sis de Birmingham, van ser alliberats de la presó. En la celebració del premis pel 50è Aniversari del programa la Political Studies Association va dir: "World in Action ha prosperat en revelar la corrupció i posar en relleu els tractes subministrats. World in Action ha de ser considerat com a periodisme d'investigació del millor."
Una trobada melodramàtica post-judici el 1967 entre Mick Jagger i grans figures de l'establishment britànic, en la qual l'estrella del rock i la comitiva foren transportats en helicòpter a la gespa d'una country house, fou dissenyat per l'investigador de World in Action i futur director general de la BBC John Birt. Dècades més tard el propi Birt ho va descriure com "un dels moments icònics dels anys seixanta."
Poc després que fos nomenada líder del Partit Conservador, Margaret Thatcher va dir dir al director general de la BBC, Sir Ian Trethowan, que considerava que World in Action consistia en "només un grapat de Trots. Els de Panorama, tanmateix, són uns malparits."
La seva eliminació al cap de 35 anys va ser vista per alguns com a part dels problemes generals de la televisió britànica i de la ITV en particular. Un funcionari regulador de televisió comercial caracteritzava en privat el programa substitut Tonight com a simplement "esponjós". Altres van dir que l'eventual desaparició de World in Action's era la conseqüència inevitable de l'augment de les pressions comercials. En anuncira un fons de 250.000 £ per a un esquema de formació en periodisme d'investigació, Channel Four va dir al novembre de 2011 que s'havia produït una disminució en el conjunt de periodisme d'investigació des de “la desaparició de terrenys de formació com World in Action".

## Orígens
World in Action va ser el programa d'actualitat preeminent elaborat per la xarxa britànica ITV durant els seus primers 50 anys. Juntament amb This Week, Weekend World, TV Eye, First Tuesday, The Big Story i The Cook Report – i el cercador de notícis d'ITN – World in Action va donar a ITV una reputació de periodisme de difusió de qualitat per rivalitzar amb la producció de la BBC.
Durant els primers 35 anys de la seva existència, ITV tenia un quasi monopoli dels ingressos publicitaris per televisió. Roy Thomson, que va posar en marxa Scottish Television va descriure ITV com una "llicència per imprimir diners". A canvi d'aquests ingressos, el regulador de radiodifusió insistia que les empreses ITV emetessin una part dels seus programes com a servei públic de televisió. Fora d'això va néixer la reputació de la xarxa per als afers quotidians seriosos, agafats amb ànsia pels responsables de programes sota Lord Sidney Bernstein, fundador de Granada.
Algunes de les figures més destacades de la radiodifusió britànica del segle xx van contribuir a crear World in Action, en particular Tim Hewat, "el geni maliciós dels afers d'actualitat de Granada en els seus anys formatius", i David Plowright: però també Jeremy Isaacs, Michael Parkinson, John Birt i Gus Macdonald i el seu productor executiu Ray Fitzwalter. El programa va desenvolupar les habilitats de generacions de periodistes i, en particular, de cineastes. Michael Apted va treballar en l'original Seven Up!. Paul Greengrass, qui va treballar 10 anys a World in Action, va dir a la BBC: "l meu primer somni va ser treballar a World In Action, sent honest. Va ser aquesta meravellosa barreja eclèctica de realització de cinema i reportatges. Aquest va ser el meu camp d'entrenament. Em va mostrar el món i em va fer veure moltes coses." Més tard va dir a The Guardian: "Si hi ha un fil que discorre durant la meva carrera, és World in Action, tant la frase com el programa."
Tot i que els seus rivals van produir molts programes memorables, va ser World in Action "impactant en el subjecte de cada edició sense prefacis plens de paraules a partir d'una figura d'amfitrió tranquil·litzadora" qui ha guanyat una reputació pel tipus de periodisme i realització de filmacions originals, qli ha proporcionat premis importants. Al seu temps, la sèrie va ser honorada amb tots els principals premis de televisió, inclosos molts BAFTA, la Royal Television Society i els premis Emmy.
L'estil de World in Action's era l'oposat al dels seus rivals urbans de la BBC, especialment London BBC. Per reputació, sobretot en els seus primers temps, World in Action mai empraria ningú que estigués en condicions de primer cognom amb cap polític. Gus Macdonald, au productor executiu del programa, va dir que estava "assenyalat per naxement". Steve Boulton, un dels seus últims editors, va escriure a The Independent que l'etos del programa era "reconfortar els afligits i afligir als acomodats". Paul Greengrass va dir a The Guardian el juny del 2008, que el president de Granada TV li va dir una vegada: "No t'oblidis, la teva feina és crear problemes."
La sèrie va superar a tots els seus contemporanis en afers d'actualitat d'ITV, però fou l'objectiu de les pressions comercials a la xarxa amb l'arribada de la TV multicanal al Regne Unit. Finalment, World In Action va ser eliminat dels horaris pel seu propi creador, Granada TV. Va ser substituït per Tonight.

## Llegat d'investigació
Des del començament, i sobretot a partir de finals dels anys seixanta, World in Action va trencar un nou terreny en les tècniques d'investigació. Les investigacions sobre el terreny destacades van incloure l'afer Poulson, la corrupció al West Midlands Serious Crime Squad, l'exposició del grup ombrívol i violent d'extrema dreta Combat 18, investigacions sobre L. Ron Hubbard i la cienciologia i, sobretot, una llarga campanya que va provocar l'alliberament dels Sis de Birmingham, sis irlandesos acusats falsament de posar bombes de l'IRA Provisional als pubs de Birmingham.
L'apetit de controvèrsia de World in Action's va crear tensions amb la Independent Broadcasting Authority (IBA), el reguladora oficial durant la majoria de la sèrie, que tenia el poder d'intervenir abans de la seva emissió. Sir Denis Forman, un dels fundadors de Granada, va escriure que hi havia una "guerra de trinxeres" entre el programa i el regulador de la indústria, l'Independent Television Authority (ITA), durant els anys 1966 i 1969 mentre World in Action pretenia establir les seves llibertats periodístiques.
La disputa més celebrada va ser el 1973, la prohibició de The Friends and Influence of John L Poulson, el reportatge definitiu sobre l'afer Poulson, un dels escàndols definitoris de la vida política britànica dels anys seixanta. Poulson era un arquitecte, que va ser empresonat un any després per corrupció a polítics i funcionaris per avançar en el seu negoci de construcció. El regulador, que aleshores era l'IBA, va prohibir la pel·lícula sense veure-la i sense donar una raó oficial que no fos la "política de difusió". Com a protesta, Granada va emetre una pantalla en blanc, que va registrar estranyament la tercera audiència de la televisió més alta d'aquella setmana. Després d'un furor públic que va dur a que tots els diaris des del Sunday Times al Socialist Worker condemnessin unànimement la "censura", l'IBA va celebrar una segona votació, després d'haver vist la pel·lícula. Amb una sola votació es va aixecar la prohibició i el programa, ara retitulat The Rise and Fall of John Poulson, fou emès el 30 d'abril de 1973, tres mesos després de la primera emissió.
El gener de 1980, el programa va revisar les pràctiques comercials del president del club de futbol Manchester United, Louis Edwards. Edwards gestionava un negoci de carnisseria a l'engròs que subministrava a les escoles de Manchester; WIA va exposar pràctiques de suborn a funcionaris del consell i subministrament d'aliments per a aquestes institucions; les empreses d'Edwards van ser perseguides posteriorment i van perdre els seus contractes. Louis Edwards va morir d'un atac de cor un mes després de la difusió del programa.
World in Action va abordar els serveis d'intel·ligència britànics; les pràctiques de contractació de la Royal Navy i les "portes giratòries" pel personal de la Marina Sènior. El programa va difondre revelacions de denunciants del GCHQ, la seu de vigilància electrònica del govern i del Joint Intelligence Committee.
La seva investigació més audaç sobre la comunitat d'intel·ligència va ser potser una edició estesa al juliol de 1984 titulada "The Spy Who Never Was", les confessions d'un antic oficial del MI5, Peter Wright. El seu llibre Spycatcher, relat posterior de Wright del període en què ell i els seus col·legues tenien, com ell va dir, "bruta i robada la nostra via a través de Londres", revelava que efectivament havia planejat un cop contra el govern laborista de Harold Wilson. Wright semblava estar a càrrec del costat tècnic de les coses. 'The Wilson Plot', com es va conèixer, foua corroboray en diversos graus tant abans com després del programa en altres llibres de periodistes i en volums de memòries d'altres que participen en conspiració. El llibre de Wright va ser el més explosiu de tots. Wright, emprenyat per una disputa de pensions encara no resolta, marxà a Austràlia quan va acabar el lliure i finalment el publicà - enfurismant Margaret Thatcher - amb l'assistència de l'investigador principal del programa original, Paul Greengrass. Inicialment la publicació a Gran Bretanya va ser prohibida directament pel govern de Margaret Thatcher.
El programa no va estar mai allunyat dels tribunals i l'amenaça d'una acció judicial. Els cienciòlegs van intentar –i van fallar– detenir l'emissió de World in Action' als tribunals en la dècada de 1980, membres de la plantilla del programa i executius executius de Granada TV van anunciar que estarien disposats a anar a la presó abans de sotmetre's a una decisió de la Cambra dels Lords que obligués al programa a revelar la identitat d'un informador que havia subministrat a WIA 250 pàgines de documents secrets de la llavors empresa estatal siderúrgica britànica British Steel Corporation que en aquell moment estava bloquejada en una disputa industrial amb els seus treballadors.
El 1995, Susan O'Keeffe, periodista de World in Action, va ser amenaçada amb presó a Irlanda per haver-se negat a revelar les seves fonts. Ella havia investigat els escàndols dins de la indústria càrnia irlandesa en dos programes el 1991, posant en marxa un Tribunal d'Investigació de tres anys a Dublín, que va trobar que bona part de la seva crítica a la indústria era fonamentada. El tribunal, però, li va demanar el nom dels informants i, quan es va negar a fer-ho, va ser processada pel Director of Public Prosecutions irlandès. El cas esdevingué una cause célèbre a la República d'Irlanda, ki el gener de 1995 rd va enfrontar a judici per menyspreu al tribunal, però fou exonerada del càrrec. El 1994 va rebre un premi de la Freedom of Information pel fet.
En els darrers anys, el programa ha estat involucrat en dos casos de difamació d'índole molt rellevant. Va guanyar el primer (juntament amb The Guardian) contra el ministre del gabinet conservador Jonathan Aitken, i va perdre el segon contra la cadena Marks & Spencer.
El 10 d'abril de 1995 Jonathan Aitken (ell mateix antic periodista de Yorkshire Television) va cridar a una conferència de premsa televisada tres hores abans de la transmissió del programa de lWorld in Action, Jonathan of Arabia, exigint que les al·legacions sobre els seus tractes amb els líders saudites fossin retirats. En una frase que es giraria contra ell, Aitken va prometre fer servir "la simple espasa de la veritat i l'escut de confiança del fair play britànic ... per tallar el càncer del periodisme doblegat i torçat." Aitken va ser condemnat a 18 mesos de presó per perjuri en el cas de difamacions. World in Action seguí el col·lapse del cas de difamació d´'Aitken amb una edició especial el títol del qual reflectia la reivindicació del diputat per l'"espasa de la veritat". S'anomenava The Dagger of Deceit.

## Tècniques de televisió
Tot i que la reputació de la sèrie és pel seu treball investigatiu, també dirigeix la manera d'introduir altres tècniques per a la televisió principal. El 1971, anys abans de l'augment de programes de “realitat” a la programació de televisió, World in Action va desafiar el poble de Longnor a Staffordshire a deixar de fumar, un precursor de molts dels documentals amb repte popular que van tenir èxit en el boom televisiu de la telerealitat del segle XXI.
El 1984, World in Action va causar sensació en provocar a un creixent jove parlamentari conservador, Matthew Parris, que visqués durant una setmana amb un pagament de prestació per desocupació de 26 £ per provar la realitat de les seves pròpies opinions sobre els aturats. Parris va deixar el seu escó per seguir una carrera com a emissor i escriptor. El mateix any, World in Action va revelar els trucs de l'oratòria política, dirigint una total principiant, Ann Brennan, a pronunciar un discurs que va guanyar una ovació permanent a la conferència anual del Partit Socialdemòcrata mitjançant tècniques desenvolupades pel professor Max Atkinson. L'eminent comentarista polític Sir Robin Day, que va cobrir la conferència per a la televisió de la BBC, va descriure l'actuació de la senyora Brennan com "el discurs més refrescant que hem escoltat des de fa temps".
World in Action va ajudar a ser pioner en la tecnologia de l'ús de càmeres ocultes, no només en treballs d'investigació, sinó també en documentals socials, incloent, des dels primers temps, el tractament de gitanos, els vells en cura ("Ward F13") i pobresa a Anglaterra. L'arribada de càmeres en miniatura d'alta qualitat ha tingut èxit en aquest camp: els premiats programes de Donal MacIntyre l'octubre de 1996 sobre el tràfic il·legal de drogues i els inquietants del futur diputat conservador Adam Holloway sobre la realitat de la vida entre els sense llar el 1991. El 1998 World in Action va aprofitar la nova tecnologia per equipar tot el món amb càmeres secretes amagades a qualsevol lloc des de llaunes de cola fins a tancs de peix per enxampar construccions mal fetes. L'èxit de la sèrie de dues parts anomenada House of Horrors, produïda per Kate Middleton, no sols va portar la sèrie d'ITV House of Horrors? i la de la BBC Rogue Traders, sinó també a ot un nou gènere de programació, arreu del món, basat en imatges de càmeres ocultes d'homes de negocis esquius.
World in Action també va donar lloc a diverses sèries spin-off, la més famosa els documentals Seven Up! que van seguir les vides d'un grup de britànics que tenien set anys el 1963. El més recent, 63 UP, fou emès el 2019. Michael Apted va dirigir la majoria dels episodis; s'han rodat programes paral·lels a Sud-àfrica, els EUA i Rússia.
Hom pot veure que es poden haver produir alguns aspectes de l'estil periodístic de World in Action en programes més recents en altres canals, els programes de MacIntyre a la BBC i Five, i a Dispatches de Channel 4, comissionat per Dorothy Byrne, antiga productora de WIA.

## World in Actionen la cultura popular
Un dels segments significatius del programa va ser la voluntat d'abastir la cultura popular, en un moment en què els seus competidors preferien un enfocament més intel·lectuals. Una de les primeres edicions va informar sobre despeses al Ministeri de Defensa a l'estil d'un concurs televisiu contemporani, Beat The Clock. El programa va ser tan polèmic que fou prohibida la seva emissió a ITV per la Independent Television Authority (ITA); en canvi, es van mostrar 10 minuts a la BBC com a acte de solidaritat periodística. El concurs va tornar a sorgir el 1989, quan un estudi acadèmic sobre els beneficis finançats per impostos a la classe mitjana es va transformar en un quiz show anomenat Spongers, dirigit per una coneguda estrella dels formats de jocs, Nicholas Parsons.
La música popular va tenir un paper important en la història de WIA. Una primera edició, el 1966, va contar una història documental a bord d'un vaixell amb una ràdio pirata, Radio Caroline, en un moment en què el govern britànic estava decidit a preservar el monopoli radiofònic de la BBC per eliminant els "pirates" de les ones. El 1964 WIA va cobrir el llançament del segon vaixell de ràdio pirata, Radio Atlanta Radio, posant l'equip de filmació a bord del vaixell de ràdio mentre navegava en posició.
Després que la ràdio a alta mar fos prohibida, només els dos vaixells de Radio Caroline van continuar, per la qual cosa WIA va visitar un dels bucs el setembre de 1967. El govern britànic es mostrava furiós i va prohibir a l'equip de càmera de World in Action navegar cap al Regne Unit a Felixstowe només uns quants quilòmetres de distància, obligant-los a navegar cap a Holanda i després volar al Regne Unit.
La sèrie de programes intermitents Seven Up!, que es van transmetre en dècades, es va emetre per primera vegada el 1964 com a part de World in Action. Amb la seva tècnica íntima de filmar la vida quotidiana dels nens i entrevistar-los, es va formar una imatge diferent de la vida al Regne Unit.
El 1967 un jove investigador anomenat John Birt es va crear una reputació en persuadir a l'estrella de rock Mick Jagger d'aparèixer a World in Action a debatre sobre cultura juvenil i la seva recent condemna per drogues, amb figures de l'establishment com William Rees-Mogg de The Times, que havia escrit un famós editorial defensant el cantant. Jagger va gaudir tant de l'experiència que va convidar l'equip de Granada a filmar The Rolling Stones en el concert gratuït de la banda a Hyde Park (Londres) el 1969. La pel·lícula resultant, The Stones in the Park, va ser una de les pel·lícules de concert emblemàtiques dels anys seixanta. John Birt va passar a editar World in Action i finalment es va convertir en director general de la BBC.
L'ascens de Thatcherism i la misèria de la massa d'aturats van veure WIA examinant el fenomen a través dels ulls d'una altra banda emergent, UB40, a A Statistic, A Reminder (1981), una línia extreta d'una de les cançons de la banda. Sis anys després, es va dedicar una edició especial del programa a la banda de rock irlandesa U2 i al seu carismàtic lider Bono. Com The Rolling Stones abans, World in Action va filmar un dels concerts clàssics d'U2 el 1987 a Irlanda. Aquest metratge, rodat pel futur director de Hollywood Paul Greengrass, es va mostrar una sola vegada a ITV a causa de les restriccions de copyright, encara que va circular entre els fans com a bootleg.
En 1983, Stevie Wonder, en el punt àlgid de la seva popularitat, va donar al programa un musical exclusiu quan va agrair a l'equip del programa gravant una cançó sense gravar, escrita per ajudar a l'elecció del polític demòcrata Jesse Jackson a The Race Against Reagan. Un altre cantant popular, Sting, va aparèixer en un episodi més crític de World in Action, en el que qüestionava l'efectivitat de la seva Rainforest Foundation. L'agost de 1980, la sèrie va dedicar-se a la història que es trobava darrere de l'elaboració gràfica, una pràctica continuada on empreses discogràfiques subornaven compiladors de llistes d'èxits per posar artistes a les llistes d'èxits en un lloc més alt del que realment els correspondria. Els senzills esmentats en el programa van incloure diversos números u al Regne Unit dels dotze mesos anteriors.
Potser la topada més contundent entre WIA i l'entreteniment popular va ser la pel·lícula de 1995 "Black and Blue" que contenia una gravació encoberta d'una actuació del còmic Bernard Manning com a protagonista d'una funció benèfica organitzada per la sucursal de Manchester de la Federació de Policia, que representava oficials de rang i de carrer. L'actuació racista i homòfoba de Manning, fortament aplaudida pels presents, va causar indignació quan la WIA en va emetre fragments, provocant un intens debat sobre la voluntat dels agents de la policia britànica d'abraçar la diversitat cultural. L'antic editor de WIA Steve Boulton va revelar en documental d'ITV el 2013 sobre World in Action que la gravació encoberta havia estat realitzada per un company orador a la funció, l'antic polític de Militant de Liverpool Derek Hatton, ell mateix objectiu previ de la investigació de World in Action. Hatton va usar un casset de miniatura amagat al seu propi filofax.

## Principals col·laboradors

### Periodistes
World in Action va emprar molts periodistes destacats, entre ells John Pilger; Michael Parkinson; Gordon Burns; Rob Rohrer; Nick Davies, Ed Vulliamy i David Leigh de The Guardian; Alasdair Palmer del Sunday Telegraph; John Ware, reporter d'investigació de Panorama' de la BBC; Tony Wilson, la segona carrera com a empresari musical del qual va ser immortalitzada al llargmetratge 24 Hour Party People; Michael Gillard, creador de la pàgina de negocis Slicker a la revista satírica Private Eye; Donal MacIntyre; l'escriptor Mark Hollingsworth; Quentin McDermott, des de 1999 principal reporter d'investigació de l'Australian Broadcasting Corporation; Tony Watson, editor del Yorkshire Post durant 13 anys i editor en cap de la Press Association des de desembre de 2006; i Andrew Jennings, autor de Lords of the Rings i The Dirty Game, que ha fet una campanya enèrgica durant una dècada contra la corrupció a l'esport internacional.
Dos antics periodistes de World in Action van descobrir un dels majors escàndols de la dècada de 1990. Laurie Flynn, una figura central en el cas dels papers de British Steel, i Michael Sean Gillard, va revelar que gran part del documental The Connection (1996) de Carlton Television sobre el tràfic de drogues a Colòmbia havia estat inventat.
L'exposició de Flynn i Gillard a The Guardian el maig de 1998 va portar a una investigació i una multa rècord de 2 milions de lliures per a Carlton de la Independent Television Commission (ITC), i va provoar un apassionat debat sobre la veracitat del periodisme televisat.

### Presentadors
Inusualment per a un programa d'actualitat, el format estàndard de la WIA era un documental de veu en off sense un periodista regular, tot i que un bon grapat de periodistes de WIA apareixien davant la càmera, com Chris Kelly, Gordon Burns, John Pilger, Gus Macdonald, Nick Davies, Adam Holloway, Stuart Prebble (posteriorment editor del programa), Mike Walsh, David Taylor, Donal MacIntyre i el periodista de Granada Reports i Factory Records Tony Wilson que es va convertir en el primer presentador de la sèrie a principis dels 80. Els presentadors convidats van ser utilitzats en rares ocasions, entre ells Jonathan Dimbleby, Sandy Gall, Martyn Gregory, Sue Lawley i Lynn Faulds Wood. Potser el presentador convidat més celebrat fou el presentador de notícies estatunidenc Walter Cronkite, qui va abandonar el seu retir per cobrir les eleccions generals del Regne Unit de 1983 pel programa.
Un petit grup de narradors van lliurar la gran majoria de veus de WIA. Els dos narradors originals van ser Derek Cooper, posteriorment periodista i escriptor de menjar, i Wilfrid Thomas. El presentador científic James Burke va fer comentaris sobre les primeres edicions del programa. Altres col·laboradors foren David Plowright, Chris Kelly, Jim Pope, Philip Tibenham i Andrew Brittain. Entre els narradors convidats que van aportar comentaris puntuals hi havia els populars actors Robert Lindsay i Jean Boht.

### Connexions polítiques
Tot i que en els seus primers temps World in Action tenia fama de no haver emprat mai ningú que tingués relació de parentiu amb cap polític, diversos parlamentaris britànics posteriors mostren WIA en el seu currículum. El més recent fou el diputat conservador Adam Holloway, elegit a la Cambra dels Comuns el 2005. L'ex ministre del gabinet britànic Jack Straw va treballar a World in Action com a investigador, com va fer Margaret Beckett que va servir a l'última secretària d'afers exteriors de Tony Blair. Chris Mullin, diputat laboralista del Sunderland South del 1987 al 2010, va tenir un paper important en la campanya del programa en nom dels sis de Birmingham. Gus Macdonald, ara baró Macdonald de Tradeston, i del 1998 al 2003 ministre del govern, havia estat executiu del programa. John Birt (aleshores ennoblit com a Baró Birt), va ser assessor personal del primer ministre britànic Tony Blair entre el 2001 i el 2005.

### Editors
Editors del programa (de vegades amb el títol de productor executiu) van ser successivament Tim Hewat, Derek Granger, Alex Valentine, David Plowright, Jeremy Wallington, Leslie Woodhead, John Birt, Gus Macdonald, David Boulton, Brian Lapping, Ray Fitzwalter, Allan Segal, David Cresswell, Stuart Prebble, Nick Hayes, Dianne Nelmes, Charles Tremayne, Steve Boulton i Jeff Anderson. Anderson també va ser editor del substitut de World in Action, Tonight, abans de convertir-se en cap d'actualitat a ITV el 2006. Mike Lewis, antic productor de WIA productor, fou nomenay redactor de Tonight a l'octubre de 2006.

### Connexions acadèmiques
El professor Brian Winston, Vice-canceller (Relacions Externes) de la Universitat de Lincoln, que també ha ocupat càrrecs destacats a les universitats de Westminster, Cardiff, Pennsilvània i Nova York, va ser investigador i productor de la primera temporada de World in Action.
Ray Fitzwalter, l'editor de més prestigi de WIA i l'home que hi ha al darrere de les investigacions de Poulson, es va convertir en un membre visitant a la School of Media, Music and Performance de la Universitat de Salford.
El difunt Gavin MacFadyen, qui va treballar a les primeres temporades de World in Action com a director-productor, més conegut per les seves pel·lícules de drets humans sota cobertura, es va convertir en professor visitant a la Universitat de Londres el 2005. Va ser director del Centre de Periodisme d'Investigació.
David Leigh, qui va fer Jonathan of Arabia, el programa que va provocar l'acció difamatòria autodestructiva de Jonathan Aitken, es va convertir en el primer professor britànic de reporterisme a la Universitat de la City de Londres en setembre de 2006.

## Seqüència del títol
La identitat distintiva del programa deu molt al seu icònic títol, creat per John Sheppard, combinant la imatge de l'home de Vitruvi de Da Vinci amb una partitura musical d'una moderna estructura de música clàssica (inspirada en la Toccata i fuga en re menor, BWV 565 de Johann Sebastian Bach), en una sèrie descendent d'acords d'orgue i guitarra acústica combinats amb ritme de jazz. La música va rebre el títol de Jam for World in Action, i se li ha atribuït indiferentment a Jonathon Weston o Shawn Phillips. El músic anglès Mick Weaver també afirma que va compondre la partitura amb Phillips. La pista fou tocada per Matt Berry en 2018 al seu àlbum Television Themes.

## Llibres i articles
- Jonathan Aitken (2003), Pride and Perjury, London: Continuum International Publishing Group – Academi.
- Ray Fitzwalter (2008), The Dream That Died: The Rise And Fall Of ITV, London: Matador.
- Ray Fitzwalter, David Taylor (1981), Web of Corruption: The Story of J. G. L. Poulson and T. Dan Smith, London: Granada.
- Denis Forman (1997), Persona Granada, London: Andre Deutsch
- Peter Goddard (2004), 'World in Action', in Glen Creeber (ed.), Fifty Key Television Programmes, London: Arnold.
- Peter Goddard (2006), '"Improper liberties": Regulating undercover journalism on ITV, 1967–1980', Journalism, 7(1): 45–63.
- Peter Goddard, John Corner and Kay Richardson (2001), 'The formation of World in Action: A case study in the history of current affairs journalism', Journalism, 2(1): 73–90.
- Peter Goddard, John Corner and Kay Richardson (2007), Public Issue Television: World in Action 1963–98, Manchester: Manchester University Press.
- Luke Harding, David Leigh and David Pallister (1997), The Liar: The Fall of Jonathan Aitken, London: Penguin Books Ltd.
- Jonathan Margolis (1996), Bernard Manning, London: Orion Books
- Chris Mullin (1990), Error of Judgement: Birmingham Bombings, Dublin: Poolbeg Press.
- George Jesse Turner, Jeff Anderson (2000), Trouble Shooter: Life Through The Lens of World in Action's Top Cameraman, London: Granada Media.